# Isoneuromyia brunettii
Isoneuromyia brunettii är en tvåvingeart som beskrevs av Neal L. Evenhuis 2006. Isoneuromyia brunettii ingår i släktet Isoneuromyia och familjen platthornsmyggor.
Artens utbredningsområde är Laos. Inga underarter finns listade i Catalogue of Life.